# Los mil y un días
Los mil y un días es un conjunto de historias persas, indias, turcas y chinas de amor, fortuna, misterio, justicia y aventura, que constituyen un paralelo poco conocido de las Mil y una noches. Este libro se conformó con la recopilación que efectuara el orientalista francés François Pétis de la Croix a principios del siglo XVIII, publicándose en Francia en esos años.
Entre sus historias se encuentra la del príncipe Calaf, que inspirara más tarde la ópera Turandot de Puccini.